# Arabian songs
Arabian songs è una raccolta postuma della cantante italo-francese Dalida, pubblicata il 16 novembre 2009 da Universal Music France.
L'album contiene tredici tracce in lingua araba.
Al suo interno è anche presente una nuova versione in remix del brano Helwa ya Baladi.
La raccolta verrà inclusa nella serie di CD del cofanetto D'ici & d'ailleurs, pubblicato sempre nel 2009.

## Tracce
1. Helwa ya baladi
2. Akhsan Nass
3. Salma ya salama (versione in arabo)
4. Lebnane (in libanese)
5. Aghani aghani
6. Gamil el soura
7. Flamenco "Oriental" (remix 1998)
8. Salma ya salama (Sueño flamenco) (versione ispano-egiziana, remix 1997)
9. Aghani aghani (versione remix 1998)
10. Helwa ya baladi (versione remix 2009)
11. Akhsan Nass (versione remix 1998)
12. Io t'amerò (Tres palabras) (duo in spagnolo - versione remix 1998)
13. Dalida Dalida (medley - tributo dell'Egitto per Dalida)